# 岡山県道37号西大寺山陽線
岡山県道37号西大寺山陽線（おかやまけんどう37ごう さいだいじさんようせん）は、岡山県岡山市東区から赤磐市に至る県道（主要地方道）である。

## 概要
美作市経由での岡山市と鳥取市間の連絡にも利用され、物流関係のトラックドライバーなどが利用する路線でもある。
起点から山陽本線のガード下をくぐるまではほとんどが2車線、以降は4車線となる。交通量は国道250号（旧国道2号）と交差する平島交差点を境に変化し、平島以北は岡山市のベッドタウン的なエリアのため渋滞・交通量が多く、以南は比較的少ない。山陽本線のガード下は歩道がない上に路側帯が非常に狭く、歩行者と自転車の通行は注意を要する。また、山陽本線以南は4車線化するための用地が確保されている。
また、かつて国道2号岡山バイパスが岡山市東区浅川‐福治間において未開通だった時代は、岡山バイパス未開通区間の代替路線としての機能を担っていた。

### 路線データ
- 起点：岡山県岡山市東区西大寺南2丁目（永安橋西詰交差点、岡山県道28号岡山牛窓線交点）
- 終点：岡山県赤磐市下市（新下市交差点、岡山県道27号岡山吉井線交点、岡山県道253号可真上山陽線終点）

## 歴史
- 1993年（平成5年）5月11日 - 建設省から、県道西大寺山陽線が西大寺山陽線として主要地方道に指定される[1]。

## 路線状況

### 愛称
- 観音院通り（岡山市東区西大寺中1丁目 - 岡山市東区西大寺上2丁目）

### 道路施設

#### 橋梁
- 福治橋（秋芳川、岡山市東区）
- 二俣橋（沼川、岡山市東区）

## 地理

### 通過する自治体
- 岡山市（東区）
- 赤磐市

### 交差する道路
| 交差する道路                                     | 市町村名 | 市町村名 | 交差する場所     | 交差する場所            |
| ------------------------------------------------ | -------- | -------- | ---------------- | ----------------------- |
| 岡山県道28号岡山牛窓線                           | 岡山市   | 東区     | 西大寺南2丁目    | 永安橋西詰交差点 / 起点 |
| 岡山県道224号瀬西大寺線                          | 岡山市   | 東区     | 久保             | 上之町交差点            |
| 国道2号 / 岡山バイパス                           | 岡山市   | 東区     | 福治             |                         |
| 岡山県道83号飯井宿線                             | 岡山市   | 東区     | 竹原（たけわら） | 竹原交差点              |
| 国道250号                                        | 岡山市   | 東区     | 東平島           | 東平島交差点            |
| 岡山県道221号一日市瀬戸線                        | 岡山市   | 東区     | 瀬戸町沖         | 沖交差点                |
| 岡山県道220号沼瀬戸線                            | 岡山市   | 東区     | 瀬戸町下         |                         |
| 岡山県道178号瀬戸停車場線                        | 岡山市   | 東区     | 瀬戸町下         |                         |
| 岡山県道・兵庫県道96号岡山赤穂線                 | 岡山市   | 東区     | 瀬戸町瀬戸       | 瀬戸橋交差点            |
| E2 山陽自動車道                                  | 赤磐市   | 赤磐市   | 立川（たつかわ） | 山陽IC交差点 13 山陽IC  |
| 岡山県道27号岡山吉井線 岡山県道253号可真上山陽線 | 赤磐市   | 赤磐市   | 下市             | 新下市交差点 / 終点     |

### 交差する鉄道
- 赤穂線
- 山陽新幹線
- 山陽本線

### 沿線
- 三徳園（上道公園小鳥の森）
- 西大寺観音院
- 中国銀行西大寺支店
- 西大寺ふれあいセンター
- 西大寺税務署
- 岡山市東区役所
- 岡山市西大寺消防署
- JR西日本赤穂線 西大寺駅
- コープ西大寺店
- ヤマト運輸岡山西大寺営業所
- 岡山市東区役所上道地域センター
- ゆめタウン平島
- 山陽マルナカ平島店
- パナソニックPAVC岡山工場
- ザ・ビッグ平島店
- ザグザグ瀬戸店
- 岡山県立瀬戸南高等学校
- 岡山市瀬戸支所
- JR西日本山陽本線 瀬戸駅
- 備前瀬戸郵便局
- 赤磐警察署
- 瀬戸税務署
- 中国銀行瀬戸支店
- トマト銀行瀬戸支店
- 赤磐医師会病院